# Ben Hardy (acteur)
Pour les articles homonymes, voir Ben Hardy et Hardy.
Ben Hardy, nom de scène de Benjamin Jones, est un acteur et mannequin britannique, né le 2 janvier 1991 à Bournemouth en Angleterre.
Il est connu pour le rôle de Peter Beale dans le soap opéra de la BBC EastEnders et pour avoir interprété le célèbre batteur du groupe Queen Roger Taylor dans le biopic Bohemian Rhapsody.

## Biographie
Ben Hardy, de son vrai nom Benjamin Jones, est né le 2 janvier 1991. Il a grandi à Sherborne et a fait ses études à la Gryphon School,.

## Carrière
Hardy commence sa carrière de comédien en jouant dans Le Baiser de Judas, écrit par David Hare, dans lequel il joue en 2012 le rôle d'Arthur Wellesley, un membre du personnel de l'hôtel. La pièce est  jouée au théâtre de Hampstead, puis dans tout le Royaume-Uni.
Le 19 avril 2013, Ben Hardy rejoint le casting d'EastEnders dans le rôle de Peter Beale, remplaçant Thomas Law (en) qui avait interprété le personnage de 2006 à 2010. Hardy se dit très excité de rejoindre le casting d'une série que lui et sa famille regardent depuis plusieurs années : il est impatient de se glisser dans son personnage. Il apparaît pour la première fois dans la série le 7 juin 2013. Le 19 novembre 2014 il annonce son départ du show, mais réapparaît une dernière fois lors de l'épisode du 24 février 2015.
En 2015, Hardy est confirmé au casting de X-Men: Apocalypse réalisé par Bryan Singer dans lequel il interprète le rôle d'Archangel,,.
En 2016, il rejoint la distribution de Bohemian Rhapsody, où il incarne le batteur du groupe Queen, Roger Taylor. Le film est un succès mondial.
Il est ensuite à l'affiche de Six Underground de Michael Bay, aux côtés de Ryan Reynolds et Dave Franco. Le film sort sur Netflix en 2019.

## Filmographie
Sauf indication contraire, les informations mentionnées dans cette section peuvent être confirmées par la base de données cinématographiques IMDb,  présente dans la section « Liens externes ».

### Cinéma
- 2016 : X-Men: Apocalypse de Bryan Singer : Warren Worthington III / Archangel
- 2017 : Line of Fire (Only the Brave)  de Joseph Kosinski : Wade Parker
- 2017 : Mary Shelley d'Haifaa al-Mansour : John William Polidori
- 2018 : Bohemian Rhapsody de Bryan Singer : Roger Taylor
- 2019 : Six Underground de Michael Bay : Quatre / Billy / l'équilibriste
- 2020 : Pixie de Barnaby Thompson : Frank
- 2021 : The Voyeurs de Michael Mohan :  Sebastian Jacobs
- 2023 : La Probabilité statistique de l'amour au premier regard de  Vanessa Caswill : Oliver Jones
- 2025 : Conjuring : L'Heure du jugement (The Conjuring: The Last Rites) de Michael Chaves : Tony Spera
- Recovery de Nick Saltrese : Ben

### Télévision
- 2012 : Call the Midwife : un reporter (non crédité)
- 2013-2014 : Children in Need : T-Bird / un danseur de jazz (4 épisodes)
- 2013-2015 : EastEnders : Peter Beale (189 épisodes)
- 2017 : Drunk History: UK : le roi Arthur
- 2018 : The Woman in White : Walter Hartright (4 épisodes)
- 2021 : The Girl Before : Simon (4 épisodes)

## Théâtre
- 2012 : Le Baiser de Judas : Arthur Wellesley

## Clip
- 2023 : Part Of Me de Cian Ducrot